# Populus glaucicomans
Populus glaucicomans är en videväxtart som beskrevs av Dode. Populus glaucicomans ingår i släktet popplar, och familjen videväxter. Inga underarter finns listade i Catalogue of Life.